# 테나세림흰배쥐
테나세림흰배쥐(Niviventer tenaster)는 쥐과에 속하는 설치류의 일종이다. 분포 지역은 미얀마(테나세림 구릉 지대의 아라칸산맥과 도나산맥, 빌라욱따웅산맥)과 태국(타논 통차이산맥), 캄보디아(카다몸산맥 남단), 라오스, 베트남(안남산맥), 중국(윈난성과 하이난성)이다. 종소명과 일반명은 테나세림 구릉 지대의 이름에서 유래했다. 해발 1,000m 이상의 숲 석회암 지대 산악 지역에서 발견된다.